# Itálie na Zimních olympijských hrách 2018
Itálii na Zimních olympijských hrách 2018 reprezentovalo 120 sportovců, ve 14 sportech.

## Medailisté
| Medaile | Jméno                                                                      | Sport           | Disciplína           | Datum     |
| ------- | -------------------------------------------------------------------------- | --------------- | -------------------- | --------- |
| Zlato   | Arianna Fontanaová                                                         | Short track     | Ženy 500 m           | 13. února |
| Zlato   | Michela Moioliová                                                          | Snowboarding    | Ženy snowboard cross | 16. února |
| Zlato   | Sofia Goggiová                                                             | Alpské lyžování | Ženy sjezd           | 21. února |
| Stříbro | Federico Pellegrino                                                        | Běh na lyžích   | Muži sprint          | 13. února |
| Stříbro | Arianna Fontanaová Lucia Perettiová Cecilia Maffeiová Martina Valcepinaová | Short track     | Ženy štafeta 3000 m  | 20. února |
| Bronz   | Dominik Windisch                                                           | Biatlon         | Muži sprint          | 11. února |
| Bronz   | Federica Brignoneová                                                       | Alpské lyžování | Ženy obří slalom     | 15. února |
| Bronz   | Nicola Tumolero                                                            | Rychlobruslení  | Muži 10000 m         | 15. února |
| Bronz   | Lisa Vittozziová Dorothea Wiererová Lukas Hofer Dominik Windisch           | Biatlon         | Smíšená štafeta      | 20. února |
| Bronz   | Arianna Fontanaová                                                         | Short track     | Ženy 1000 m          | 22. února |